# Sankt Alban (Gemeinde Lamprechtshausen)
Sankt Alban ist eine Ortschaft und Katastralgemeinde (hier Schreibung: St. Alban) in der Gemeinde Lamprechtshausen im Norden des österreichischen Bundeslandes Salzburg. In dem ländlich strukturierten Gebiet steht als kulturelle Besonderheit die Filialkirche St. Alban aus dem 12. Jahrhundert.

## Geografie

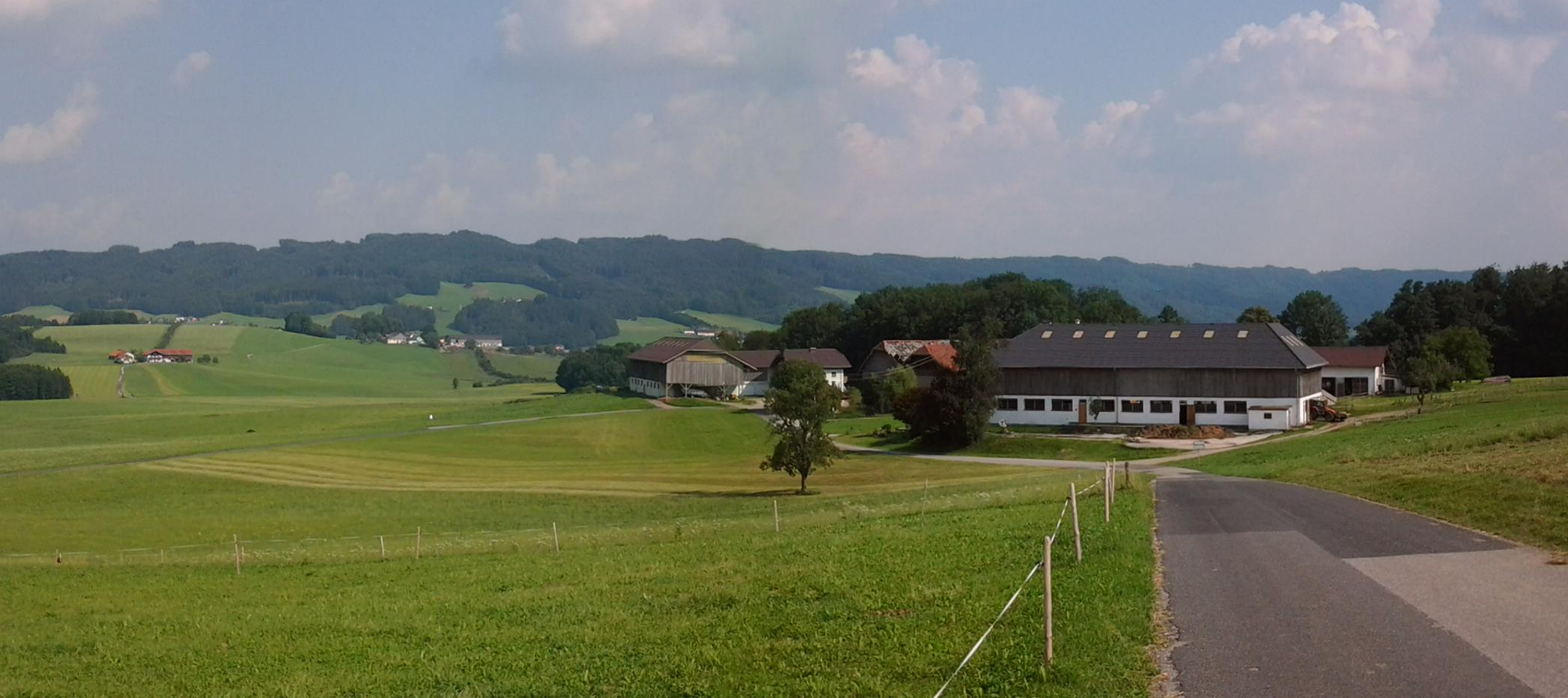
Reicherting

Die Katastralgemeinde St. Alban liegt im Südosten der Gemeinde Lamprechtshausen und umfasst die vier Ortschaften (von Nord nach Süd)
- Gresenberg
- Reicherting
- Riedlkam
- Sankt Alban

mit den gleichnamigen Ansiedlungen. Zu diesen kommen die Weiler Röd (Ortschaft Riedlkam) und Eitelsberg (Ortschaft Sankt Alban) sowie die Gehöfte Zauner (Ortschaft Reicherting) und Maier in Hof (Ortschaft Sankt Alban).
St. Alban grenzt an folgende andere Katastralgemeinden:
| Schwerting (Gemeinde Lamprechtshausen)       | Schwerting (Gemeinde Lamprechtshausen)      | Dorfbeuern (Gemeinde Dorfbeuern)        |
| Lamprechtshausen (Gemeinde Lamprechtshausen) | Kompassrose, die auf Nachbargemeinden zeigt | Dorfbeuern (Gemeinde Dorfbeuern)        |
| Arnsdorf (Gemeinde Lamprechtshausen)         | Nußdorf (Gemeinde Nußdorf am Haunsberg)     | Nußdorf (Gemeinde Nußdorf am Haunsberg) |

Die Katastralgemeinde hat eine Fläche von rund 6,4 km² und erstreckt sich vom Tal der Oichten bis auf die westlich davon befindlichen Anhöhen. Die Landschaft ist leicht hügelig, das Gebiet liegt auf rund 430–500 m Seehöhe. Der Großteil der Fläche ist landwirtschaftlich genutztes Land, im Süden und im äußersten Nordosten gibt es kleine Waldgebiete.
Im Gebiet von St. Alban existieren keine bedeutenden Gewässer. Die Oichten als Grenzfluss zur benachbarten Gemeinde Nußdorf am Haunsberg erhält zwei kleine Zuflüsse. Im Westen hat St. Alban einen kleinen Anteil an dem hauptsächlich in der Katastralgemeinde Schwerting befindlichen Wasserschutzgebiet.
St. Alban liegt leicht abseits der Salzburger Landesstraße 204 von Berndorf bei Salzburg nach Weitwörth (Gemeinde Nußdorf am Haunsberg).

## Geschichte
Das Gebiet ist zumindest seit dem Hochmittelalter besiedelt. Aufgrund seiner – gemessen an der Umgebung – niedrigeren Lage im Oichtental wird seit frühester Zeit (und im Volksmund bis heute) die hiesige Ansiedlung „Tal“ genannt. Als erste urkundliche Erwähnungen des Ortes sind daher auch die Namen „de tale“ (latinisiert: von Tal) von ca. 1145 und „in loco tal“ (im Ort Tal) von 1170 zu finden. Die Benennung St. Alban erfolgte mit dem Bau einer diesem Heiligen geweihten kleinen Kirche. Eine vermischte Ortsbenennung findet sich aus dem Jahr 1397 mit St. Alban im Tal.
Zudem existierten die Schreibvarianten Tale, Thal und Tholle.
Um 1170 (Pillwein spricht vom Jahr 1164) übergab ein Lambert (Lampert) bei seinem Eintritt in die Benediktinerabtei Michaelbeuern sein Gut auf dem Gebiet von Tal dieser Abtei, das, gleich wie andere Gebiete der heutigen Gemeinde Lamprechtshausen, nun ihr unterstand. Nach dem Tod Lamberts riss sein Neffe das Gut an sich, worauf es zu Streitigkeiten mit der Abtei kam. In einer Verhandlung beim Pfleggericht Laufen, die bei der alten Nikolauskirche im heutigen Oberndorf bei Salzburg abgehalten wurde, kam es zur Entscheidung, dass dieser Neffe nach einer Wiedergutmachung auf Lebenszeit mit der Länderei belehnt wird.
Bis zum 19. Jahrhundert unterstand das Gebiet um Sankt Alban hinsichtlich Steuern und Gerichtsbarkeit dem auf Schloss Weitwörth ansässigen Pfleggericht Nußdorf, das selbst Teil des Pfleg-, Stadt- und Landgerichts Laufen war. Sankt Alban bzw. Thal bildete dabei eines von 12 Vierteln – eine damalige Verwaltungseinheit –, die dem Amt Lambrechtshausen zugeordnet waren. Ein weiteres Viertel innerhalb der heutigen Katastralgemeinde St. Alban war Riedlkam. Gegen Ende des 18. Jahrhunderts waren in Riedlkam acht Bauernhöfe verzeichnet, in Sankt Alban weniger als fünf.
1839 wird Thal beschrieben als „eine Ortschaft von 13 Häusern, 18 Wohnparteyen, 79 Einwohnern, 1 Stunde südlich von Lambrechtshausen gegen die Oichten.“
Seit 1850 gehört St. Alban zu dem damals neu geschaffenen Gerichtsbezirk Weitwörth bzw. dem wenige Jahre später verlegten und umbenannten Gerichtsbezirk Oberndorf.

## Kultur und Bauten

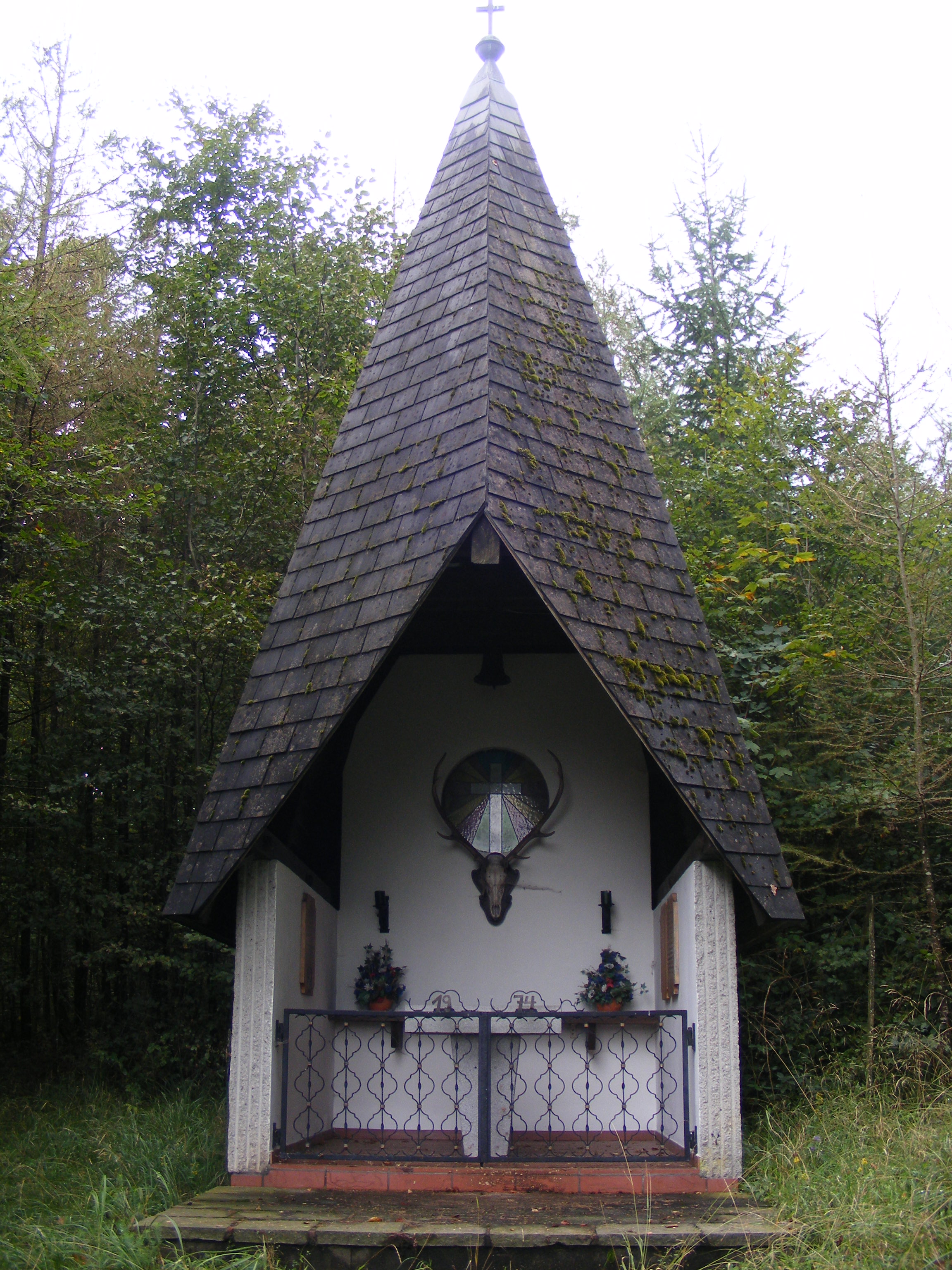
Hubertuskapelle

Westlich von Eitelsberg steht eine dem heiligen Hubertus (Hubertus von Lüttich; † 727), dem Schutzpatron der Jäger, geweihte Kapelle. Sie wurde von der heimischen Jägerschaft in Gedenken an verstorbene Waidmänner errichtet und am 26. Oktober 1974 eingeweiht. Architektonisch auffällig ist das hohe spitze, an einen Kirchturm erinnernde Dach.
 Als bedeutendes Kulturobjekt befindet sich im Weiler Sankt Alban die dem heiligen Alban von Mainz († um 406) geweihte Filialkirche. Der Bau wurde im 12. Jahrhundert errichtet.
Erbaut wurde die Kirche auf Geheiß des Mönches Lampert, der ab 1164 in der nahe gelegenen Benediktinerabtei Michaelbeuern lebte. 1397 wurde das hinzugefügte Presbyterium geweiht. Um 1630 wurden eine Holzdecke und eine Lisene eingebaut, die einen Teil der an der östlichen Langhauswand befindlichen Wandmalereien aus dem 14. Jahrhundert teilweise verdeckten. Bei einer Restaurierung wurden diese 1963 wieder zutage gebracht. Der Hochaltar mit einer Statue des heiligen Alban sowie die Westempore stammen aus dem 17. Jahrhundert. Das Gebäude steht unter Denkmalschutz (Listeneintrag).
Bis 1930 existierten in der Kirche sogenannte Kopfurnen, aus Ton gefertigte Behälter mit Getreide, die von der umliegenden Bauernschaft zur Bitte und Dank aufgestellt wurden. Noch heute werden hier jährlich im Frühjahr „Wettermessen“, also Gottesdienste abgehalten, bei denen um günstiges Wetter für eine reiche Ernte gebeten wird.

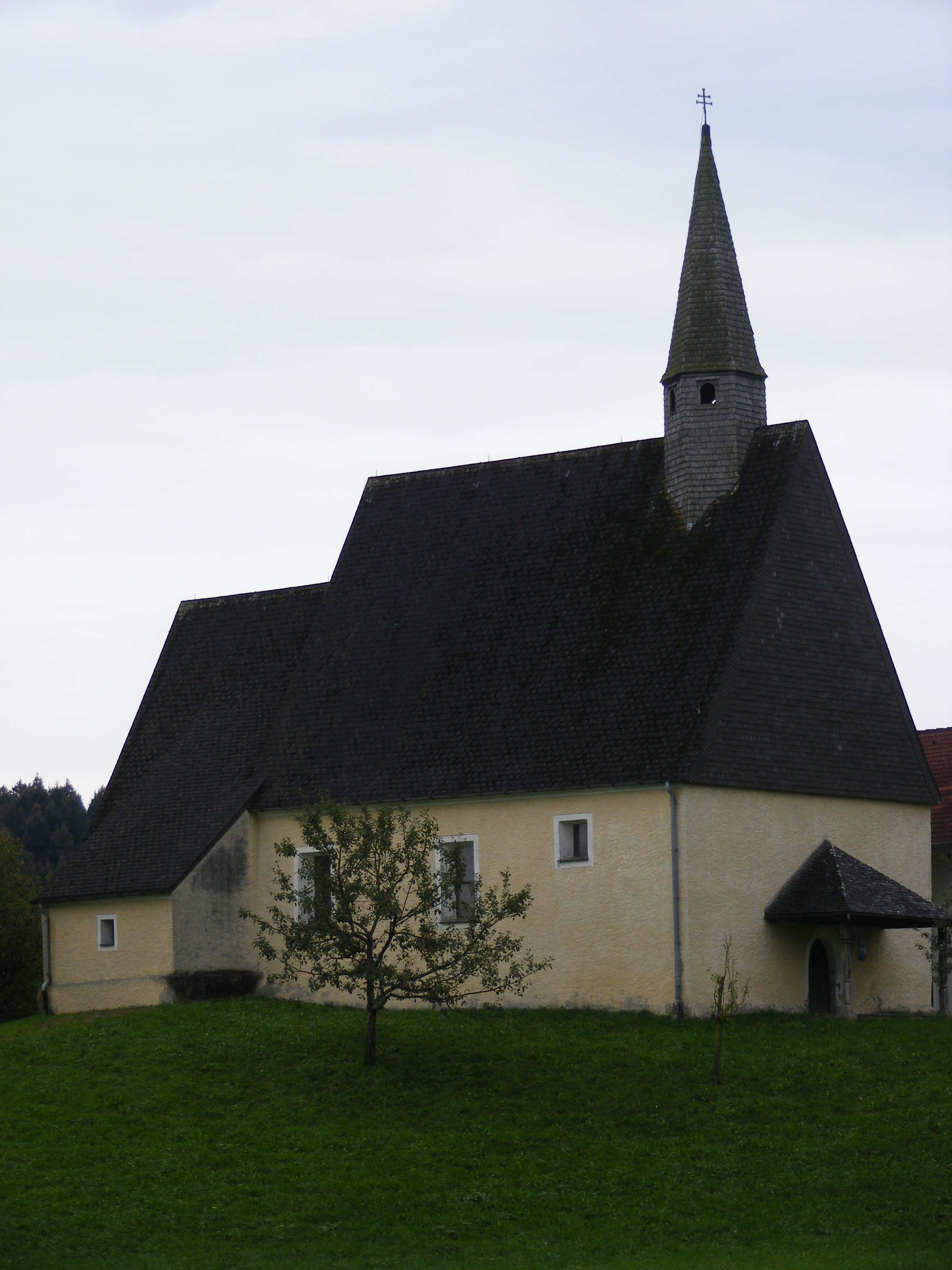
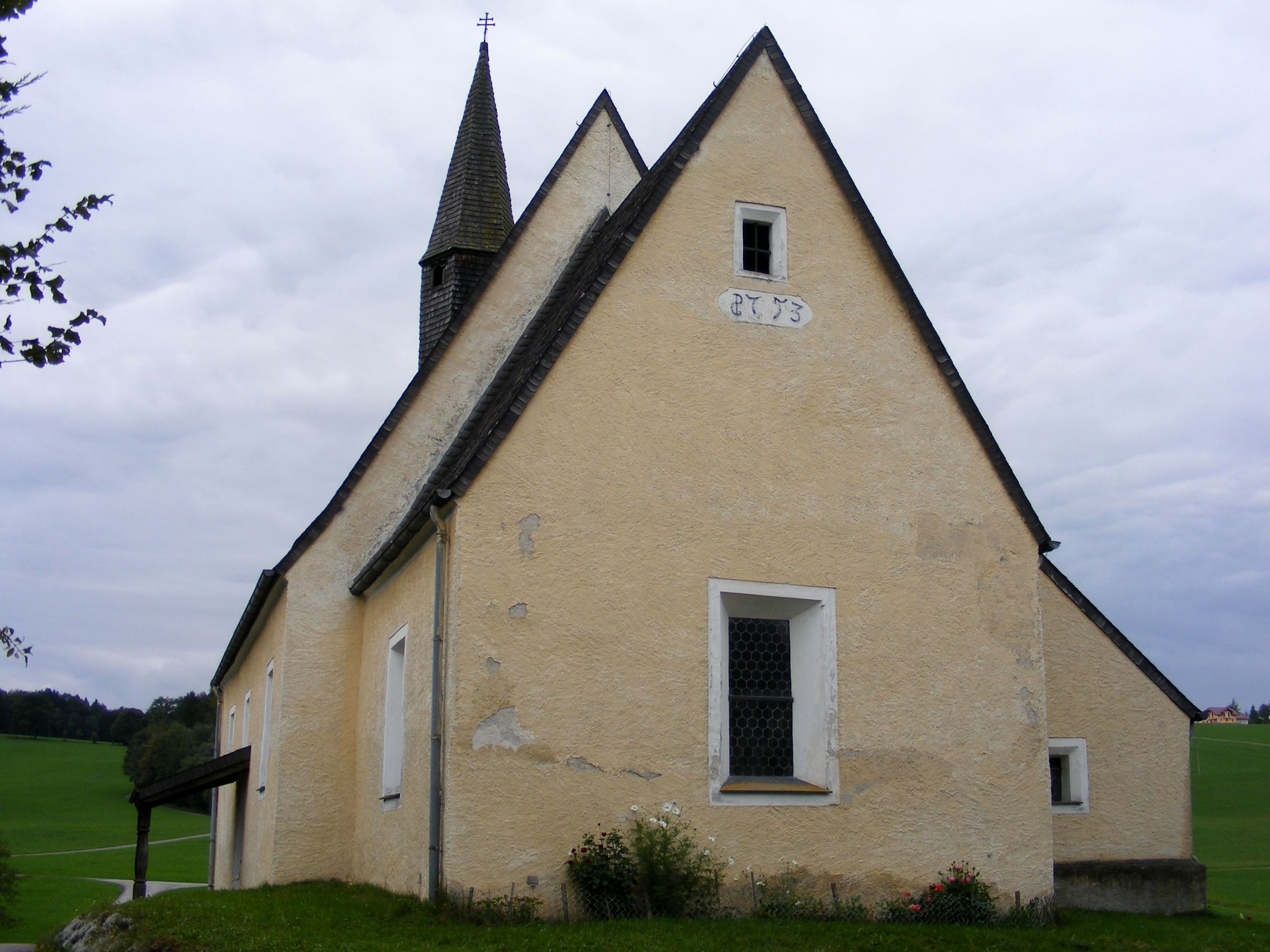
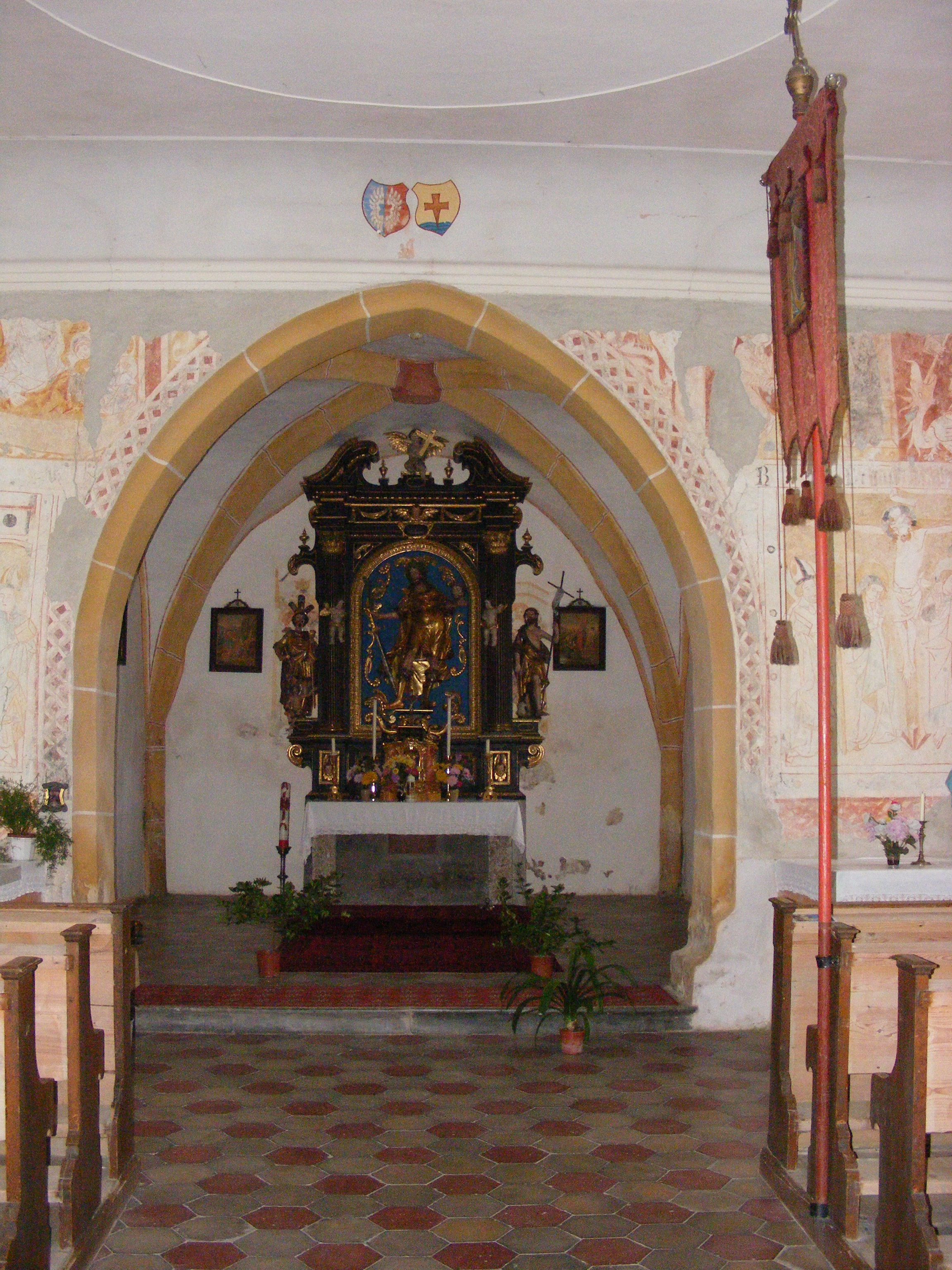